# Дона (город)
Дона (нем. Dohna) — город в Германии, в земле Саксония. Подчинён земельной дирекции Дрезден. Входит в состав района Саксонская Швейцария. Подчиняется управлению Дона-Мюглицталь.  Население составляет 6145 человек (на 31 декабря 2010 года). Занимает площадь 28,57 км². Официальный код района 14 2 87 100.
Город подразделяется на 12 городских районов. На протяжении многих столетий он принадлежал бургграфам фон Дона.

## Фотографии

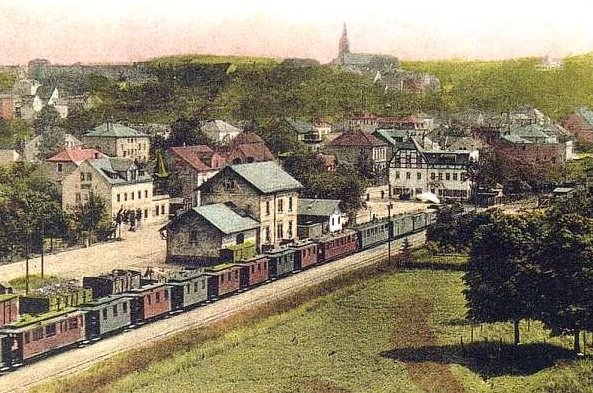
Город Дона на старинной фотографии 1912 года.
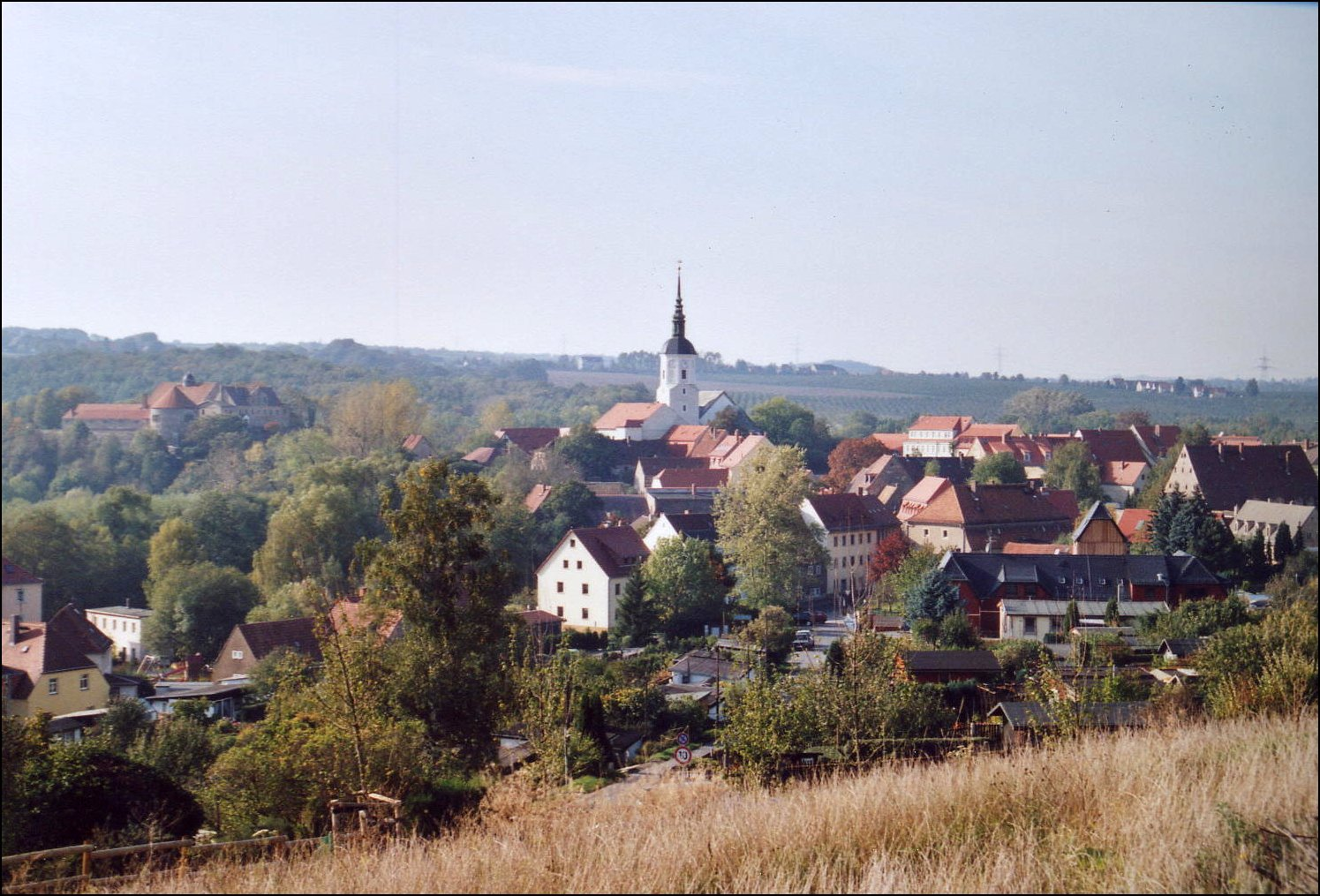
Город Дона. Современный вид.
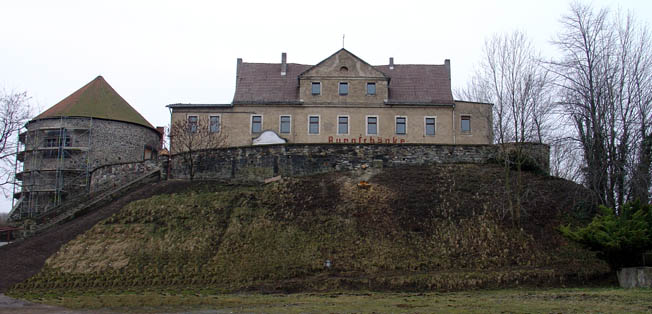
Средневековый замок Дона, отреставрированный в 19 веке. Современный вид.
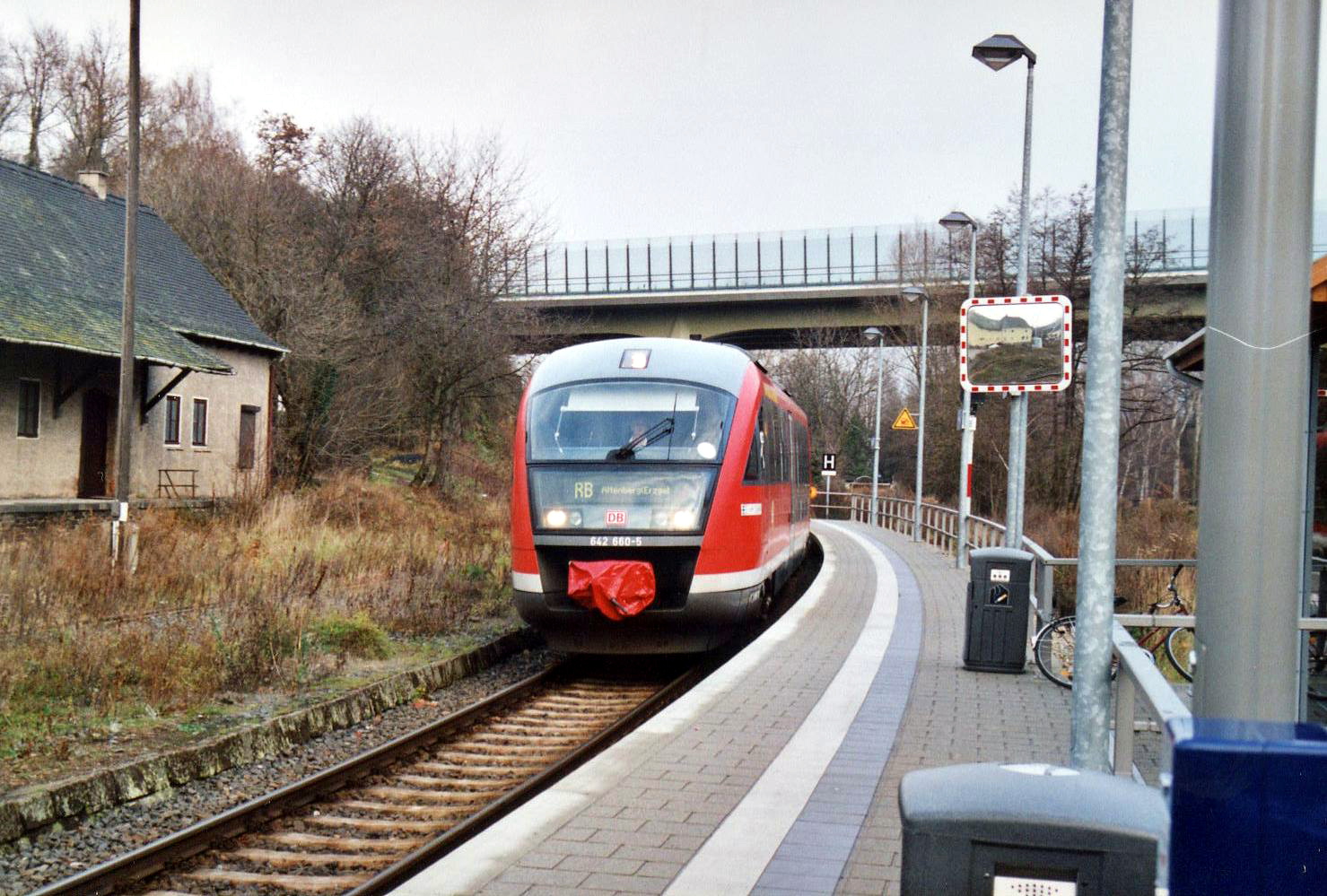
На городской вокзал прибывает поезд.